# Remi Elie
Remi Elie (* 16. April 1995 in Green Valley, Ontario) ist ein kanadischer Eishockeyspieler, der seit Juli 2023 beim Linköping HC aus der Svenska Hockeyligan (SHL) unter Vertrag steht und dort auf der Position des linken Flügelstürmers spielt.

## Karriere
Elie spielte zunächst zwischen 2011 und 2012 für die Hawkesbury Hawks in der Central Canadian Hockey League (CCHL), ehe er im Sommer zu den London Knights in die Ontario Hockey League (OHL) wechselte. Diese hatten ihn bereits im Vorjahr in der OHL Priority Selection ausgewählt. Mit den Knights gewann er in seiner Rookiesaison den J. Ross Robertson Cup und war anschließend mit dem Team im Memorial Cup vertreten. Kurz nach Beginn der Saison 2013/14 wechselte der Stürmer ligaintern zu den Belleville Bulls, wo er bis Anfang Januar 2015 knapp eineinhalb Jahre spielte. Bis zum Saisonende im April 2015 war er für die Erie Otters aktiv.
Nachdem der Angreifer bereits im September 2014 von den Dallas Stars, die ihn im NHL Entry Draft 2013 in der zweiten Runde an 40. Stelle ausgewählt hatten, aus der National Hockey League (NHL) verpflichtet worden war, spielte er mit Beginn der AHL 2015/16 für das Farmteam Texas Stars in der American Hockey League (AHL). Dort begann er auch die Spielzeit 2016/17, ehe der Kanadier Anfang März 2017 erstmals in Dallas’ NHL-Kader berufen wurde und dort debütierte.
Im Rahmen der Vorbereitung auf die Saison 2018/19 sollte Elie über den Waiver in die AHL geschickt werden und wurde dabei von den Buffalo Sabres verpflichtet. Dort war er in der Folge zwei Jahre aktiv, ehe sein auslaufender Vertrag im Herbst 2020 nicht verlängert wurde. Anschließend unterzeichnete er im Januar 2021 einen auf die AHL beschränkten Vertrag bei den Rochester Americans, dem Farmteam der Sabres, für das er zuvor bereits überwiegend auf dem Eis gestanden hatte. Im Juli 2021 wiederum gelang ihm die Rückkehr in die NHL, als er einen Einjahresvertrag bei den Tampa Bay Lightning unterzeichnete. Dort bestritt er im Saisonverlauf jedoch nur eine Partie und stand hauptsächlich im Aufgebot der Syracuse Crunch in der AHL.
Im August 2022 schloss sich der Kanadier für eine Spielzeit dem schwedischen Klub Färjestad BK aus der Svenska Hockeyligan (SHL) an. Zur Saison 2022/23 wechselte Elie zum Ligakonkurrenten Linköping HC.

## Erfolge und Auszeichnungen
- 2013 J.-Ross-Robertson-Cup-Gewinn mit den London Knights

## Karrierestatistik
Stand: Ende der Saison 2023/24
(Legende zur Spielerstatistik: Sp oder GP = absolvierte Spiele; T oder G = erzielte Tore; V oder A = erzielte Assists; Pkt oder Pts = erzielte Scorerpunkte; SM oder PIM = erhaltene Strafminuten; +/− = Plus/Minus-Bilanz; PP = erzielte Überzahltore; SH = erzielte Unterzahltore; GW = erzielte Siegtore; 1 Play-downs/Relegation; Kursiv: Statistik nicht vollständig)